# امپراتور یومی
امپراتور یومی (به ژاپنی: 用明天皇 Yōmei-tennō)؛ سی و یکمین امپراتور ژاپن بر اساس نظام سنتی جانشینی پادشاهان ژاپن است. سلطنت وی از ۵۸۵ تا ۵۸۷ میلادی به طول انجامید.